# Ioan Vieru
Ioan Lucian Vieru (4 gennaio 1979) è un ex velocista rumeno.

## Palmarès
| Anno | Manifestazione | Sede   | Evento      | Risultato | Prestazione | Note                                     |
| ---- | -------------- | ------ | ----------- | --------- | ----------- | ---------------------------------------- |
| 2002 | Europei indoor | Vienna | 400 m piani | Bronzo    | 46"17       |                                          |
| 2007 | Mondiali       | Osaka  | 400 m piani | Batteria  | 46"78       |                                          |
| 2009 | Europei indoor | Torino | 400 m piani | Bronzo    | 46"54       | Miglior prestazione personale stagionale |